# Remiz
Remiz es un género de aves paseriformes perteneciente a la familia Remizidae. 

## Especies
Incluye las siguientes especies:
- Remiz pendulinus - pájaro moscón europeo;
- Remiz consobrinus - pájaro moscón chino;
- Remiz coronatus - pájaro moscón coronado.